# ورزشگاه المپیک سنتنیال
ورزشگاه المپیک سنتنیال (انگلیسی: Centennial Olympic Stadium) یک ورزشگاه بیسبال در آتلانتا، ایالات متحده آمریکا است.
این ورزشگاه که در سال ۱۹۹۶ تأسیس شده دارای ۸۵٬۰۰۰ نفر ظرفیت می‌باشد و ورزشگاه اصلی بازی‌های المپیک تابستانی ۱۹۹۶ بوده‌است.

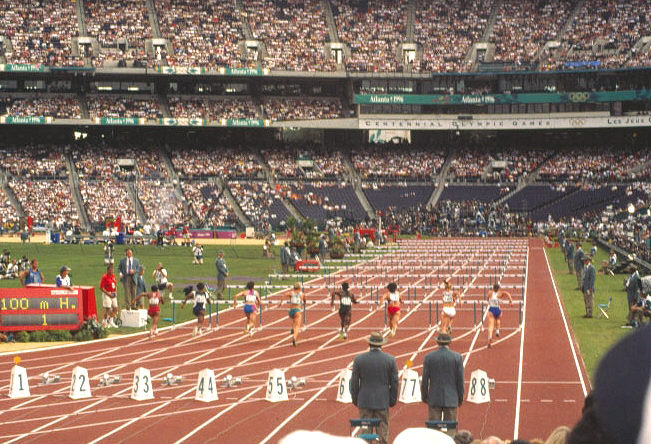
ورزشگاه در بازی‌های المپیک تابستانی ۱۹۹۶